# Armando Manhiça
Armando Manhiça, de son nom complet Armando António dos Santos Manhiça, est un footballeur portugais né le 12 avril 1943 à Lourenço-Marques en Afrique orientale portugaise et mort le 12 septembre 2009. Il évoluait au poste de défenseur central.

## Biographie

### En club
Armando Manhiça débute en tant que joueur du Sporting Lourenço-Marques, une filiale du Sporting Portugal en 1964,.
Il rejoint rapidement la métropole portugaise pour rejoindre les Lions de Lisbonne. Manhiça est peu utilisé : il joue un unique match de Coupe du Portugal lors de sa première saison pour ne jouer aucun match la saison suivante,.
Il s'impose progressivement en tant que titulaire à partir de sa troisisème saison avec le Sporting,,.
Manhiça rejoint le FC Porto en 1970. Il représente le club de Porto pendant quatre saisons, avant de raccrocher les crampons à l'issue de la saison 1973-1974,,.
Il dispute un total de 180 matchs pour 8 buts marqués en première division portugaise,. Au sein des compétitions européennes, il dispute 16 matchs en Coupe des villes de foires/Coupe UEFA pour aucun but marqué.

### En équipe nationale
International portugais, il reçoit deux sélections en équipe du Portugal en 1968 .  Le 30 juin, il dispute un match contre le Brésil (défaite 0-2 à Matola). Le 11 décembre, il joue pour le compte des qualifications pour la Coupe du monde 1970 contre la Grèce (défaite 2-4 au Pirée).